# Vijf Meihal
De Vijf Meihal is een sporthal in de Nederlandse stad Leiden die in 1968 is geopend. Van 1968 tot 1986 speelde BS Leiden (later Mercasol,Parker,Elmex) de thuiswedstrijden in deze 5 Meihal. Bij belangrijke wedstrijden Europees of in de play-offs werd ook wel eens naar de Groenoordhallen uitgeweken. Sinds 2006 was het de thuishaven van professioneel basketbalclub Zorg en Zekerheid Leiden. De hal bood ruimte voor 700 toeschouwers, totdat de hal in 2010 verbouwd werd, toen was er ruimte voor 2.000 toeschouwers. Vanaf oktober 2023 speelt ZZ Leiden de thuiswedstrijden in de 1574 Arena en zal de 5 Meihal afgebroken gaan worden.
In augustus 2013 speelde het Nederlands nationaal basketbalteam ook wedstrijden in de Vijf Meihal. In januari 2022 is de bouw gestart voor een "nieuwe" 5 Meihal op een deel van de oude voetbalvelden van de Boshuizerkade enkele tientallen meters van de plek waar de huidige 5 Meihal staat.